# Trox strigosus
Trox strigosus är en skalbaggsart som beskrevs av Haaf 1953. Trox strigosus ingår i släktet Trox och familjen knotbaggar. Inga underarter finns listade i Catalogue of Life.